# Mericella gerda
Mericella gerda là một loài ốc biển, là động vật thân mềm chân bụng sống ở biển trong họ Cancellariidae.